# Wipro Technologies
Wipro Limited  (acronyme de Western India Products Limited) est une entreprise multinationale de services de conseil informatique et d’intégration système dont le siège social est situé à Bangalore, en Inde. En mars 2015, la société est présente dans 67 pays et compte 158 200 employés au service de plus de 900 sociétés du Fortune 1000. Au 31 mars 2015, la capitalisation boursière de Wipro s’élève à environ 35 milliards de dollars, ce qui en fait l’une des plus grandes sociétés indiennes cotées en bourse et la septième plus grande entreprise de services informatiques dans le monde.
Afin de se focaliser sur les services informatiques, Wipro Limited dissocie ses activités non liées aux technologies de l’information le 31 mars 2013. Une société distincte nommée Wipro Enterprises Limited est créée pour reprendre les activités liées aux soins de la personne, à l’éclairage, à la santé et à la conception d’infrastructure, qui représentaient environ 10 % du chiffre d’affaires de Wipro lors de l’exercice précédent,.

## Histoire

### Les débuts
La société est constituée le 29 décembre 1945 à Mumbai par Mohamed Premji sous le nom de « Western India Vegetable Products Limited » qui sera contracté plus tard en « Wipro ». L’entreprise démarre ses activités en tant que fabricant d’huiles raffinées et végétales à noms commerciaux de Kisan, Sunflower et Camel,. Encore aujourd’hui, le logo de l’entreprise comporte un tournesol pour rappeler les produits d’origine.
En 1966, à la mort de Mohamed Premji, son fils, Azim Premji, qui étudiait alors à l’université Stanford, rentre en Inde et reprend les rênes de Wipro à l’âge de 21 ans.
Durant les années 1970 et 1980, la société réoriente sa stratégie vers le secteur des TIC et de l’informatique, qui était alors naissant en Inde. Le 7 juin 1977, le nom de la
société Western India Vegetable Products Limited devient Wipro Products Limited.
L’année 1980 marque l’arrivée de Wipro dans le secteur informatique. En 1982, le nom de l’entreprise devient Wipro Limited. Wipro continue de se développer dans le secteur des biens de consommation avec le lancement de « Ralak », un savon familial à base de tulsi, et « Wipro Jasmine », un savon de toilette.

### 1966-1992
En 1988, Wipro diversifie son offre de produits et se lance dans la fabrication de vérins industriels pour charges lourdes et de vérins hydrauliques mobiles. En 1989, l’entreprise crée avec l’Américain General Electric une coentreprise nommée Wipro GE Medical Systems Pvt. Ltd pour assurer la fabrication, la vente et l’entretien de produits de diagnostic et d’imagerie. L’année 1991 marque le lancement des systèmes de bascule et des produits hydrauliques Eaton. En 1992, la division Wipro Fluid Power développe son expertise pour commercialiser des vérins hydrauliques destinés aux équipements de construction et aux systèmes de bascule pour camions. En 1990, Wipro lance la poudre de talc Santoor et la gamme de produits de toilette pour bébés Wipro Baby Soft.

### 1993 - 2000
Wipro Infotech et Wipro Systems fusionnent avec Wipro au mois d’avril de cette année. En 1999, Wipro acquiert Wipro Acer. L’entreprise est désormais plus rentable et propose des produits diversifiés, dont la gamme d’ordinateurs PC Wipro Supergenius.
Wipro Limited collabore avec KPN pour former une coentreprise nommée Wipro Net, afin de fournir des services Internet en Inde. En 2000, Wipro lance une série de solutions pour les réseaux convergents destinés aux entreprises de télécommunications et aux fournisseurs d’accès Internet : Wipro OSS Smart et Wipro WAP Smart. La même année, Wipro devient cotée au New York Stock Exchange. Au début de l’an 2000, Vivek Paul, vice-président de Wipro, et Azim Premji se rapprochent du Keyur Patel, vice-président de KPMG, et de Rand Blazer, directeur général de KPMG, pour former une importante coentreprise entre les deux entreprises.

### Depuis 2001
Wipro Consumer Care and Lighting Group entre sur le marché des lampes fluorescentes, avec le lancement d’une gamme connue sous le nom de marque « Wipro SmartLite ». L’entreprise connaît une croissance telle qu’une étude révèle que Wipro a été le plus rapide créateur de richesse pendant cinq ans, entre 1997 et 2002,. Toujours en 2002, Wipro lance ses propres ordinateurs portables dotés du processeur mobile Centrino d’Intel. Wipro conclut également un contrat d’exclusivité avec le fabricant des savons Chandrika afin de commercialiser leurs produits dans certains États de l’Inde,. L’entreprise crée une filiale à 100 %, Wipro Consumer Care Limited, chargée de fabriquer des produits de soins et des systèmes d’éclairage. En 2004, Wipro rejoint le club des entreprises dont le chiffre d’affaires atteint un milliard de dollars. L’entreprise collabore également avec Intel dans le cadre de la solution i-shiksha,.
En 2006, Wipro acquiert cMango Inc., un cabinet de conseil en infrastructure technologique basé aux États-Unis, et Enabler, un fournisseur de solutions de vente de détail basé en Europe. En 2007, Wipro signe un important contrat avec Lockheed Martin,. L’entreprise conclut également un accord définitif pour acquérir Oki Techno Centre Singapore Pte Ltd (OTCS) et signe un contrat de partenariat R&D avec Nokia Siemens Networks en Allemagne,. En 2008, Wipro se lance dans le secteur des énergies propres avec Wipro Eco Energy,. En avril 2011, Wipro signe un accord avec Science Applications International Corporation (SAIC) en vue d’acquérir la division IT du vertical pétrole et gaz de l’entreprise,. En 2012, Wipro réalise sa 17e acquisition dans le secteur des TI en acquérant l’entreprise australienne de produits d’analyse Promax Applications Group (PAG) pour 35 millions de dollars,. Wipro est le premier employeur de professionnels titulaires d’un visa H-1B aux États-Unis en 2012.
En 2012, Wipro annonce la scission entre, d’un côté, ses activités IT et, de l’autre, ses activités de soins de la personne et d’éclairage (y compris sa gamme de meubles), de conception d’infrastructure (hydraulique et traitement de l’eau) et de produits et services de diagnostic médical, lesquelles sont regroupées sous une société distincte, Wipro Enterprises Ltd. Le plan de scission de Wipro prend effet le 31 mars 2013.
En juillet 2018, Wipro annonce l'acquisition des activités indiennes d'Alight Solutions pour 117 millions de dollars.

## Principaux actionnaires
Au 3 janvier 2020:
| Azim Premji                                       | 77,5% |
| Life Insurance Corp. of India                     | 5,08% |
| Colonial First State Asset Management (Australia) | 1,30% |
| Alco Co.                                          | 0,73% |
| BlackRock Fund Advisors                           | 0,71% |
| ICICI Prudential Asset Management                 | 0,65% |
| The Vanguard Group                                | 0,57% |
| SBI Funds Management                              | 0,53% |
| Norges Bank Investment Management                 | 0,51% |
| Capital Research & Management W-I-                | 0,46% |

## Wipro en Europe

### Présence de Wipro en Europe
Wipro réalise depuis plusieurs années des investissements en Europe continentale. Wipro considère l’Europe continentale comme un important marché en croissance. En avril 2014, l’entreprise met sur pied une structure organisationnelle dédiée, Wipro Europe continentale, dont le siège est situé à Francfort (Allemagne) et qui compte une équipe de direction locale.
La société a renforcé sa présence locale. Près de la moitié des effectifs de la région ont été recrutés sur place et tous les postes de cadres dirigeants de la région sont détenus par des collaborateurs locaux. Wipro a également commencé à collaborer avec les
universités et les écoles de commerce de la région dans le cadre de son
programme d’études supérieures.

### Wipro en France
La France est un marché clé pour Wipro. La société se concentre sur les services d’infrastructure, les services de gestion des processus d’affaires, les services d’application métiers, le Big Data, l’analytique, le Cloud, la mobilité, la sécurité, ainsi que les technologies et solutions de pointe. Wipro compte plusieurs bureaux locaux, dont un bureau commercial à Paris La Défense, un centre de delivery à Rennes et des centres near-shore à Clermont-Ferrand et à Toulouse.

## Cotation et actionnariat
Cotation : Wipro est cotée à la Bourse de Bombay, où l’entreprise est une composante de l’indice BSE Sensex, et au NSE (National Stock Exchange of India), où elle est une composante de l’indice S&P CNX Nifty. Les American Depositary Shares de la société sont cotées à la Bourse de New York depuis octobre 2000.
Actionnariat : Au 30 septembre 2013, 73,51 % des actions de la société étaient détenues par les promoteurs : Azim Premji, des membres de sa famille, des sociétés en nom collectif au sein desquelles il est associé et des fiducies fondées par lui ou sa famille. Les 26,49 % d’actions restantes sont détenues par d’autres organismes.

## Identité visuelle

Ancien logo.
Logo actuel.